# Cryptothladia
Cryptothladia, je rod biljaka iz porodice kozokrvnica (Caprifoliaceae), ponekad uključivan u  rod Morina. Pripada mu 6 vrsta raširenih po Aziji.

## Vrste
1. Cryptothladia chinensis (Batalin ex Diels) M.J.Cannon
2. Cryptothladia chlorantha (Diels) M.J.Cannon
3. Cryptothladia kokonorica (K.S.Hao) M.J.Cannon
4. Cryptothladia ludlowii M.J.Cannon
5. Cryptothladia parviflora (Kar. & Kir.) M.J.Cannon
6. Cryptothladia polyphylla (Wall. ex DC.) M.J.Cannon